# Bruno Taut

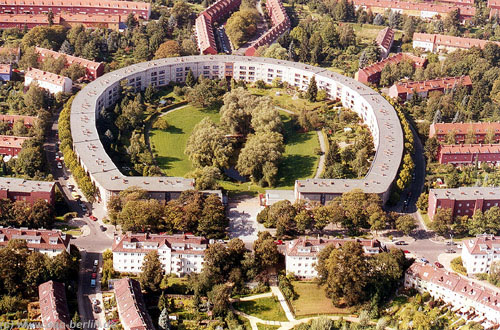
Bostadsområdet Hufeisensiedlung (1925-1930) i Berlin räknas till den tidiga funktionalismens mästerverk.

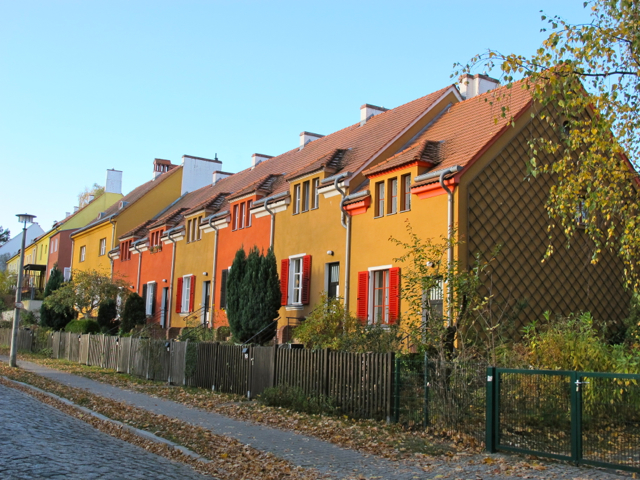
Trädgårdsstaden Falkenberg i Berlin.

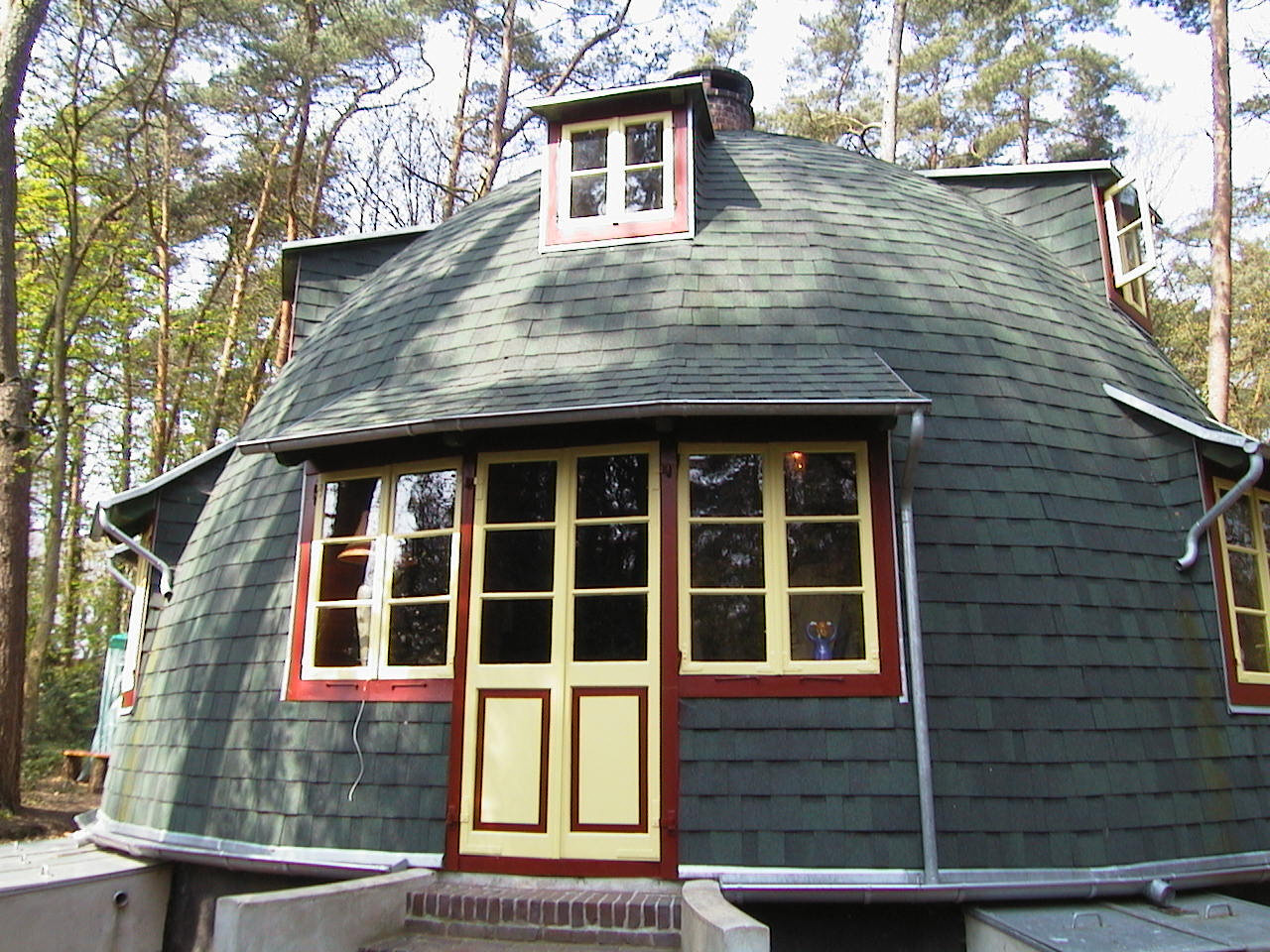
Käseglocke.

Bruno Julius Florian Taut, född 4 maj 1880 i Königsberg (nuvarande Kaliningrad), död 24 december 1938 i Istanbul, var en tysk arkitekt och stadsplanerare. Han var bror till Max Taut. Bruno Taut blev berömd för sin märkliga glaspaviljong på Deutscher Werkbunds utställning i Köln 1914. Bland hans idag mest kända verk hör Tuschkastensiedlung och Hufeisensiedlung, båda i Berlin. Han var stadsarkitekt i Magdeburg 1921–1924.

## Biografi
Bruno Julius Florian Taut föddes 4 maj 1880 i Königsberg i Ostpreussen, som andra son till köpmannen Julius Taut. Fyra år senare kom hans yngre bror Max Taut till världen som även han senare blev arkitekt. 17 år gammal lämnade Bruno Taut gymnasiet för att läsa arkitektur på Königsbergs Baugewerbeschule. Under sommarmånaderna arbetade han parallellt som murarlärling och lärde känna den då sällan använda järnbetongkonstruktionen. Han avslutade studierna 1902 efter bara tre istället för normala sex terminer och arbetade sedan hos den kända jugendstil-arkitekten Bruno Möhring. Även han använde ofta nya, moderna byggmetoder. Vid sidan om sitt arbete utvecklade Taut en fascination för japanska träsnitt och samtida måleri.
Från 1904 tillbringade han fyra studieår hos Theodor Fischer i Stuttgart, den ledande arkitekten i den sydtyska skolan. Fischer stöttade den unga arkitekten och förmedlade Taut hans första uppdrag 1906 med förnyandet av bykyrkan i Unterriexingen utanför Ludwigsburg. Mindre uppdrag följde. Även i Stuttgart målade han vid sidan om arbetet och skapade flera impressionistiska studier.
1908 slog sig Taut ner i Berlin och började studera på tekniska högskolan i Charlottenburg med konsthistoria och stadsbyggnad som fördjupningskurser. 1909 öppnade han tillsammans med Franz Hoffmann den första egna arkitektbyrån Taut & Hoffmann. Han deltog framgångsrikt i stadsbyggnadstävlingar och fick genom flera höghusförslag uppmärksamhet i fackpressen. 1910 blev han medlem av Deutscher Werkbund. 1911 åtog han sig renoveringen av en gammal uråldrig kyrkbyggnad i Nieden i Pommern. Han målade och gjorde försiktigt om kyrkan tillsammans med målaren Franz Mutzenbecher från Hamburg. Än idag är samtliga av Tauts gestaltningar kvar. Med sitt första stadsbyggnadsprojekt, trädgårdsstaden Gartenstadt Falkenberg i Berlin väckte han sinnena 1913. Redan då visade sig hans förkärlek för uttrycksstarka och färgglada fasadgestaltningar. På grund av sina blåa och gula fasader kallades bostadsområdet föraktfullt "Kolonie Tuschkasten", idag är ett alternativt namn Tuschkastensiedlung.
För Deutsche Werkbundausstellung i Köln skapade han 1914 Glashaus, en uppmärksammad paviljong för den tyska glasindustrin som gjorde honom känd. Då första världskriget kort därefter bröt ut vägrade han krigstjänst och övertog ledningen för byggandet av en pulverfabrik i Brandenburg för att bli klassad som outbytbar för byggandet. 1917 skrev han ett antikrigsmanifest. 1921 flyttade han till Magdeburg för att bli stadsbyggnadsråd. Taut var övertygad om att färgerna hade en för låg status som element i arkitekturen och stadsbyggandet och lät trots stort motstånd färga Magdeburgs rådhus och hela gatustråk i färgglada färger. Under sin tid i Magdeburg skrev han Die neue Wohnung och var populär bland stadens invånare. Han initierade även konst- och arkitekturgruppen Gläserne Kette och var medlem i Der Ring.

### Moderna bostadsområden

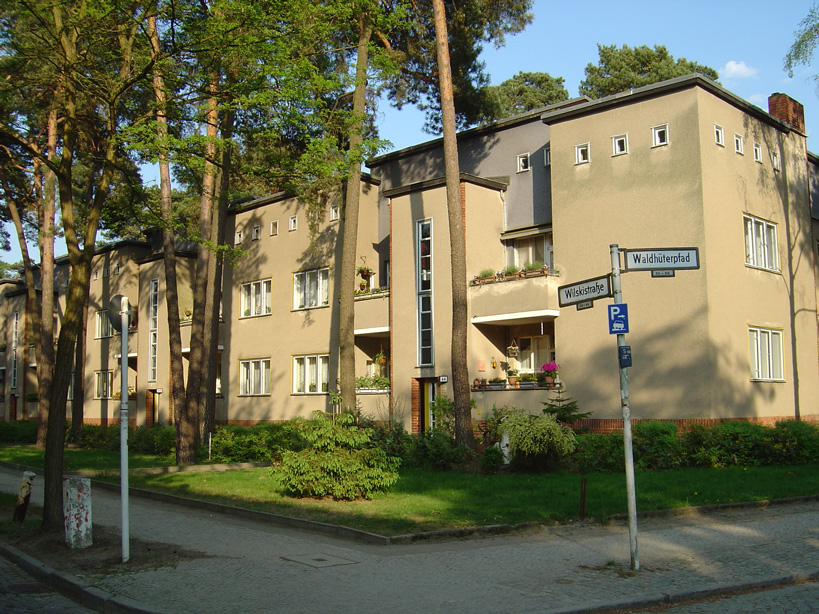
Onkel Toms Hütte: Hus på Walskistrasse

Taut var 1924 tillbaka i Berlin som rådgivande arkitekt till Berlins allmännyttiga bostadsbolag GEHAG. Taut byggde tillsammans med Martin Wagner de första stora bostadsområdena. Hufeisensiedlung i Britz, Freie Scholle i Tegel och Onkel Toms Hütte i Zehlendorf skapades med starka fasadgestaltningar. Bostadsområdet Hufeisensiedlung (Siedlung Britz) (1925–1930) i Berlin räknas till den tidiga funktionalismens mästerverk och ingår i världsarvet Berlins modernistiska bostadsområden. Taut medverkade även vid byggandet av bostadsområden i Weissensee, Hohenschönhausen och Treptow. Under hans regi skapades mer än 12 000 bostäder. Om tyngdpunkten i tidigare arbeten legat på det konstnärliga området låg samhällsaspekten i förgrunden vid byggandet av bostadsområden. Även de lägre samhällsskikten skulle få moderna bostäder. Bostäderna kännetecknades av jämförelsevis stora boytor och ljusa rum. Taut förenade sina erfarenheter från trädgårdsarkitekturen med storstadens element. Tauts bostadsområden från 1920- och 1930-talen var vägvisande för dåtiden och förebild för flera andra i hela Tyskland. Även om våningarna med dagens perspektiv är små och inte har all komfort är de fortfarande mycket omtyckta av de boende.
1930 blev han professor för bostads- och stadsbyggnad på Tekniska högskolan i Charlottenburg. 1931 blev han medlem av Preussische Akademie der Künste och hedersmedlem i American Institute of Architects (AIA) och i det internationella arkitektförbundet. 1932 fick han ett erbjudande från Moskvas stadsförvaltning om att arbeta som rådgivande arkitekt. Han lät sig avskedas från högskolan och startade ett kontor.

### Exil
1933 återvände Taut till Tyskland men blev föremål för nazisterna som var emot hans arkitektur. I Tyskland var Taut inte längre önskvärd och han flydde från nazisterna till Schweiz 10 mars 1933, varpå han åkte till Japan på en inbjudan men hans tid i Japan blev inte vad han hoppats. 1936 emigrerade han med hjälp av Martin Wagner till Turkiet och tog över en professur för arkitektur. Under sin tid i Turkiet skrev han sin sista bok, Architekturlehre, på turkiska Mimarlik bilgis. Taut skapade under sin period i Turkiet mindre avantgardistiska byggnader men kom under sina korta period i Turkiet att påverka arkitekturdebatten och den moderna arkitekturen i Turkiet. I Ankara skapade han en fakultetsbyggnad på universitetet och Atatürk-gymnasiet samt olika skolbyggnader i bland annat Ankara och Izmir. Han utsågs till dekan vid akademin för de sköna konsterna i Istanbul och till direktör för byggavdelningen vid Turkiets utbildningsministerium. Hans sista uppdrag blev katafalken för Atatürk. Taut avled 24 december 1938 i Istanbul.

## Verk i urval
- 1908 Kraftverket Harkort i Wetter

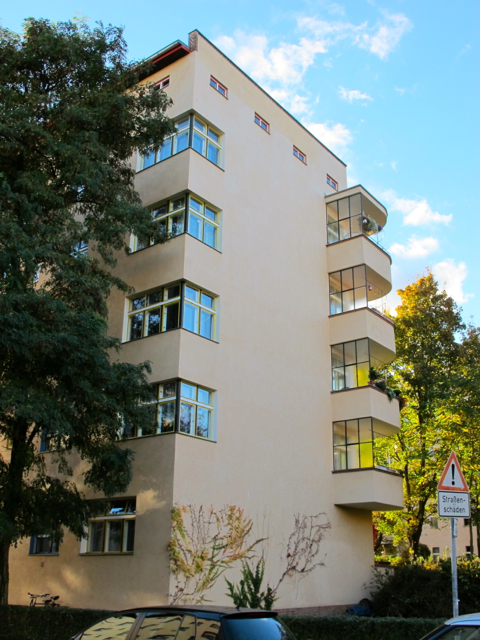
Wohnstadt Carl Legien

- 1910 Utställningspaviljong för "Träger-Verkaufs-Kontor Berlin GmbH" på Baumschulenweg i Berlin
- 1910 Bostadshus Kottbusser Damm 90, Berlin
- 1913–1915 Gartenstadt Falkenberg ("Tuschkastensiedlung"), Berlin
- 1914 Glaspaviljong för Werkbunds utställning, Köln
- 1917 Stadtkrone
- 1925–1927 Hufeisensiedlung (Siedlung Britz), Britz
- 1924–1930 Siedlung Schillerpark, Wedding i Berlin
- 1928–1930 Wohnstadt Carl Legien, Prenzlauer Berg i Berlin
- 1926 Bostadshus, Berlin-Marzahn;
- 1926–1932 Onkel Toms Hütte Zehlendorf, Berlin
- 1927–1928 Bostadsområde Grellstrasse, Prenzlauer Berg
- 1930–1931 Gymnasium Senftenberg
- 1931–1932 Yrkesskola Senftenberg
- 1935 Hyuga-Villa, Atami Japan
- 1937–1940 Litteraturfakulteten på Ankaras universitet, Ankara, Turkiet